# 1437
1437 (MCDXXXVII) fue un año común comenzado en martes del calendario juliano.

## Acontecimientos
- Ulugh Beg publica su catálogo estelar Zij-i-Sultani.
- Carlos VII de Francia reconquista París.
- Jacobo II de Escocia se convierte en Rey.

## Nacimientos
- Isaac Abravanel, financiero y teólogo judeo-español.
- Esteban III de Moldavia, príncipe de Moldavia
- Isabel Woodville, reina de Inglaterra

## Fallecimientos
- 3 de enero - Catalina de Valois, reina consorte de Inglaterra (n. 1401)
- 21 de febrero - Jacobo I de Escocia
- 9 de julio - Juana de Navarra, reina de Inglaterra
- 9 de diciembre - Segismundo del Sacro Imperio Romano Germánico.